# Adam Weinbach
Johann Adam Weinbach (* 20. September 1819 in Erbach (Rheingau); † 1870) war ein deutscher Mühlenbesitzer und Mitglied der Landstände des Herzogtums Nassau.

## Leben
Adam Weinbach war ein Sohn des Oberschultheißen Andreas Weinbach (* 1776) und dessen Ehefrau Anna Rosalia Bechers (1788–1825).
Er kam nach Kriftel im Main-Taunus-Kreis, heiratete am 21. Juli 1844 Maria Elisabethe Zimmermann (1810–1869, Tochter des Mühlenbesitzers Peter Zimmermann) und übernahm den Mühlenbetrieb. 1849 wurde er Bürgermeister des Ortes. In dieser Funktion erhielt er 1861 als Nachfolger von Peter Kunz ein Mandat für die Zweite Kammer der Landstände des Herzogtums Nassau.
Sie waren von 1818 bis 1866 der Landtag im Herzogtum. Nach der Annexion durch Preußen wurde der Nassauische Kommunallandtag bzw. der Provinziallandtag der Provinz Hessen-Nassau dessen Nachfolger. 
Von 1867 bis 1870 war Weinbach Mitglied der Handelskammer Wiesbaden.